# Sillye Jenő (zeneszerző)
Sillye Jenő (Budapest, 1947. május 17. –) magyar zeneszerző, egyházi könnyűzenész.

## Gyermekkor, tanulmányok
Édesapja: id. Sillye Jenő, sakkmester, a Hajdú kerület utolsó főkapitányának, Sillye Gábornak unokája, édesanyja Selmeczi Margit. Angyalföldi, anyai ágon nagyon vallásos családba született. Bár apja három és fél éves korában elhagyta őket, mégis apatiszteletre nevelték. Sillye Jenő tizenöt éves korában már nagykórusban énekelt.
A hatvanas években Magyarországra betörő beatzene nagy hatással volt rá, gitárt vett, és elkezdett zeneiskolában gitározni tanulni, mellette plébániai kórusban énekelt. Magyar–történelem szakos tanárnak készült, de hite, vallásossága (illetve azok megvallása) miatt nem folytathatta tanulmányait.

## Zenei pályafutás
Sillye Jenő (a továbbiakban többnyire "művésznevén": "Jenő") életére nagy hatással volt Aimé Duval francia jezsuita atya: tőle hallott egy magnófelvételt, amelyen a pap magát gitárral kísérve énekelt. Később Duval című dalával tisztelgett emléke előtt, melyet Duval Le Seigneur reviendra című sanzonja ihletett.
Jenő, a világ első beatmiséje szerzőjének, Szilas Imrének az 1967-es és 1968-as beatmiséjét követően, 1969-ben, 22 évesen írta első dalát Hol van a szeretet címmel. Később egy papi lelkigyakorlaton zenés tanúságtételével elementáris hatást tett a fiatal atyákra, majd 1971 nyarán először a verőcei, majd a nagymarosi, felsőgödi és kismarosi plébánián játszotta első dalait az úgynevezett Dunakanyar-egyházközségben (Kismaros, Nagymaros, Felsőgöd, Verőce). Ezekben a dunakanyarbeli közösségekben kapta meg az első és örökre meghatározó hitbéli elhívását. Ifjúsági alkalmakon, hittanokon, szentmiséken, baráti találkozókon adta elő dalait. Kezdettől fogva beszélt, vallott is a hitéről a dalszövegekben megfogalmazott gondolatok kibontása során. Ezek a vallomások alakították ki a Magyarországon addig alig ismert, egyedi műfaját.
A találkozók rendszeressé válásával és a létszám gyarapodásával a társaság kinőtte a kisebb templomokat, és 1978-tól Nagymaros lett a találkozók helyszíne, üzembe állt a "nagymarosi lelkierőmű". . Ugyanakkor a szocialista párt és az állam az egyházakra úgy tekintett, mint a legjobban szervezett, legnagyobb létszámú ellenségre. A "klerikális reakció" ellen folytatott hadjárat élharcosa az Állami Egyházügyi Hivatal volt, mely papok áthelyezésével kívánta megbontani Jenőék közösségét. Akciójukkal azonban ellenkező hatást értek el, egyre többen keresték Jenőék koncertjeit, akinek egyre több fiatalhoz értek el dalai. Jenő barátaival hamarosan országjárásba kezdett.
Jenő idővel országos ismertségre és felekezeti hovatartozástól független nagy népszerűségre tett szert a keresztény fiatalok között. Dalait mindenhol énekelték és mindmáig éneklik a keresztyén közösségekben, sokan azokat játszva tanultak meg gitározni. Eddig 11 oratóriumot és misztériumjátékot, színházi betétdalokat, 8 misét és közel 400 dalt írt. A rendszerváltás után elsőként kezdett el zenekarával művelődési házakban koncertezni. 1995-ben és 1997-ben zenekarával a Petőfi Csarnokban adott telt házas koncertet.
Pályafutása egyik legnagyobb élményének tartotta, hogy II. János Pál pápa 1991. évi látogatása során a Népstadionban énekelhettek neki.
Jenő 1997-ben ötvenedik születésnapját a káposztásmegyeri Szentháromság Templomban ünnepelte a 10 évvel korábban írt Jézus anyja, Mária című oratórium előadásával.

## Alkotói korszakok
Jenő több száz dal mellett több nagyobb lélegzetű művet is írt. Az egységes ívű, de változatos életműben komoly hangsúlyváltások is történtek. Zenei szempontból az 1969-76 között írt dalai képezik az I. korszakot. Az ekkoriban születő énekek egyszerűek, a szövegek közérthetőek.
A II. korszak 1976-tól 1984-ig tartó időszakában végleg kialakul Jenő saját, lírai dallamosságra épülő stílusa. E korszak újdonságot is hoz az életműben: alkotópárjával, Kovács Gábor papköltővel ez idő tájt kezd foglalkozni nagyobb zenei formákkal, s több oratorikus művet írnak közösen.
1984-től a III. korszakban meghatározóan újra Jenő írja a dalai szövegét, ezek az újabb szövegek letisztultabbak, még közvetlenebbek a korábbiaknál, a rendszerváltozás hozta "változásokat is megénekli egy-egy dalban, nemzeti elkötelezettségéről bizonyságot téve (Szállj, dalom, Épül az Ország, Szép, új remény stb.)". Zenéjét már a kiforrott stílus jellemzi.
Jenő ezt követő, máig tartó alkotói korszakát is a változatosság jellemzi. Ma is aktívan énekel és alkot. Meghatározó, műfajteremtő a keresztény beatzenei mozgalomban. Lírai beállítottságából fakadóan zenéjére a dallamos beatsláger, lelki alapállására pedig a személyes, hiteles imádság kifejezése illik leginkább.

## Elismerések
2007. május 28-án, pünkösdhétfőn, Erdő Péter Esztergom-Budapesti bíboros, prímás érsek a Magyar Katolikus Püspöki Konferencia által alapított Pro Ecclesia Hungariae díjat adta át neki. A testület ezzel a kitüntetéssel ismerte el a zenész több évtizedes, áldozatos szolgálatát, melyet a magyar egyházi zene, az ifjúsági pasztoráció és az országhatárokon is túlnyúló evangelizáció terén fejtett ki.
2010. október 23. alkalmából megkapta a Magyar Köztársasági Érdemrend tisztikeresztje kitüntetést.
Jenő 2016. november 10-én Magyarország keresztény könnyűzenei díját, a Szikra-díj életműdíjat vehette át.
2017. április 22-én Erdő Péter bíboros adta át az elkötelezett, Egyházat támogató munkájának elismeréseként a Szent Adalbert-díj nagyérem fokozatát.

## Család
Nős, felesége Gerber Julianna. Öt gyermeke és kilenc unokája van.

## Művei

### Dalok
1969
- Hol van a szeretet
- Ki tudná megnondani (Glória)
- Kisfiam (Sanctus)
- Elindult egy napon (Agnus)
- Nincs vége

1970
- Kis gyertyaláng
- Tavasz és nyár
- Egy kicsi dal
- Ment a lány
- Nincs megállás
- Elindult az áldozat

1971
- Quo vadis (A város már…)
- Mária, jó anyánk
- Itt vagyok végre
- Jó lenne
- Ki kérdezte már?
- Ma Hozzád száll
- Karácsony (Csillag gyúlt)

1972
- Várunk rád
- Jöjj el
- Jó Uram, megyek már
- Az emberhalász panasza (szöveg: Gerber György)
- Égő, tüzes parázs
- Boldog mosoly
- Úgy várlak én

1973
- Volt egyszer egy király
- Felelősség és áldozat
- Ha lehetne (zene: Pirositz György)
- Csak a Tied legyen
- Testvérem, segíts nekem
- Azt szeretném (Örökség)
- Az a szép ebben
- Áldj meg!
- Gyerekké kell lennem
- Jézusom én szeretlek
- Kicsi vagyok én
- Állj közénk
- Fehér madár
- Csak a szeretet
- A Mennyei Atya
- Napfény-dal

1974
- Testvérem, gyere velem
- Apokrif ima (Oldani Uram)
- Támadj föl szél!
- Boldogság, öröm (Ha valaki látja az arcomat)
- Köszönöm neked, Istenem
- Szeretünk téged Mária
- Hűség
- Most már látom, Jézus
- Csillag ég az éjszakában

1975
- Tüzet adtál a kezembe
- Szeress!
- Nekem nem mindegy

1976
- Mutasd meg magad
- Jézus néz rám
- Hogy lehet néma
- Mielőtt egyet lépnél
- Téged Isten dicsérünk
- Úgy kellene egy új dal
- Gyertyaláng
- Én vagyok
- Dávid király
- Példázat a magvetőről / Magvető
- Margit
- Csipkebokor
- Mutasd meg nekünk az Atyát
- Miki Pál
- Ugandai vértanúk
- Jézus anyja (Mária-litánia)

1977
- Mersz-e dönteni?
- Hétköznapok Szentlelke
- Az Isten szeret

1978
- Áldott az Úr! (A Tarziciusz misztériumjáték betétdala lett utólag)
- Föltámadt! Alleluja! (A Kristályóriás misztériumjáték betétdala lett később)

1979
- Győzött az élet (Kristályóriásból)

1980
- Imre
- Jöjj, Szentlélek
- Gellért
- A mélyből kiáltok
- Dicsőség
- Szent vagy
- Isten báránya
- Szeretet-himnusz

1981
- Embertől emberig – Tekintet nélkül
- Arcodon érzed
- Nem mindig az a győztes
- Száll az ének
- Tárd ki a karod
- Békesség legyen velünk
- Hála legyen
- Fecske-country (Az újpesti Fecske regnumi csoport indulója)

1982
- Nézzétek az ég madarait
- A csend himnusza

Jónás Imája
1983
- Éjszakában éltem
- Igen, legyen!
- Mentsd meg a lelkem
- Te vagy az út, az igazság
- Segíts, Istenem (A Földről az égre)
- A világnak Krisztus kell

1984
- Tiszta szíves alkoss
- Boldog az ember
- Ismerj meg (Szöveg: id. Ott Rezső)
- Irgalmas Isten

1985
- Tiszta forrás nyílj meg
- Fényesség a damaszkuszi úton / A damaszkuszi úton
- Testvérem láss
- Krisztus Király

1986
- Mit sem aggódom
- A Duna mellett
- Jézus szíve
- Ó drága Jézusunk
- Legyünk mindnyájan egy

1987
- Hiszek
- Duval

1988
- Áldja az Urat minden nép(Örökké)
- A föld és az ég (Tied vagyunk)
- Hála neked
- Szent István király (István)

1989
- Aludj kicsi fiam

1990
- Szállj dalom!
- Magyar szentek litániája

1991
- Uram örökségem és kelyhem

1992
- Álmaimból, lelkemből
- Múlnak az évek

1993
- Szép, új remény
- A szél zúgása (Tüzes szárnyakkal)
- Épül az Ország
- A fény gyermekei

1994
- Ha egyszer majd

1995
- Nézd, előtted állok

1998
- Szent Ferenc imája (Dicsőség a magasságban)

1999
- Van még egy dal
- Éjszaka
- Miatyánk 1914.

2000
- Krisztus a jövőnk
- Köszöntő
- Egy hangszer voltam

2001
- Szép a világ
- Látható az Isten

2002
- Szimpozion

2003
- Úgy kell ez a fény
- Könyörgés
- Akik az Úrban bíznak
- Új tavaszért
- Kereszten szenvedő Krisztusom
- Kárpátalja
- A Mennyország felé / Útban a Mennyország felé
- Jézus hív és vár (Gyere kicsi barátom)
- Karácsony felé

2004
- Énekeljetek!
- Szép Magyarországért
- Áldás
- Örökké
- Jöjj
- Válaszd az életet!
- Életem útján
- Az élet kenyere

2005
- Szólj hozzám
- Alleluja!

2007
- Reményt és jövőt adj
- Mi összetartozunk
- Erzsébet

2008
- A damaszkuszi úton
- Testvérem, láss

2009
- Hittel, reménnyel
- Köszöntő
- Szerelmes dal

2014
- Két nyárfa

2016
- Te vagy az én utam (2016.07.11)
- Jézus szent teste (2016.07.15)
- Hiszek benned irgalmas Istenem (2016.07.17)
- Áldott legyél (2016.08.06)

2017
- Eucharisztikus Himnusz

2018
- Imádunk és áldunk
- Áldott Jézusunk

### Oratóriumok, misztériumjátékok, színházi betétdalok
- Értem is meghalt a kereszten (oratorikus passió, 1972)
- Weöres Sándor-dalciklus (1974)
- Boldog herceg c. színdarabhoz betétdalok (Oscar Wild meséje alapján, 1977)
- Keresztút (dalciklus a templomi keresztút-állomásokhoz, 1977)
- Tégy szívedre pecsétnek (misztériumjáték Szent Tarzíciuszról, 1977)
- Perzsa oratórium (a napkeleti bölcsek látogatásáról és a Szent Család egyiptomi meneküléséről, 1982)
- Kristályóriás (húsvéti misztériumjáték; rövidített lemezverziójának műfaji meghatározása oratórium, 1982)
- Jól csak a szíveddel látsz (dalciklus A. de Saint-Exupéry A kis herceg című műve alapján, 1982)
- Szonettkoszorú (dalciklus a keresztút állomásaira, 1983)
- Jöjj, Lángoló! (pünkösdi misztériumjáték, 1984)
- Jézus anyja, Mária (oratorikus dalciklus, 1987)
- Az Értem is meghalt a kereszten és a Jézus anyja, Mária c. művek szövegét is Sillye Jenő írta; a Keresztút, Tégy szívedre pecsétnek, Perzsa oratórium, Kristályóriás, Jól csak a szíveddel látsz, Szonettkoszorú és Jöjj, Lángoló! c. művek szövegét pedig Kovács Gábor papköltő (1940–2020).

### Misék
- I. mise (1969)
- II. mise (1972)
- III. mise (1980)
- IV. (Nagymarosi) mise (1983)
- V. mise (1988)
- VI. mise (1989)
- VII. (Mennyország reménye) mise (2009)
- VIII. mise (2018)

## Diszkográfia
- Hozzád vonzott a fény (1984) MC
- Kristályóriás – húsvéti oratórium (1984) LP
- A világnak Krisztus kell! (1990) MC
- Keresztút (1991) MC
- Álmaimból, lelkemből (1994) MC
- Szép, új remény (1996) MC
- Föltámadt! Alleluja! (1997) MC
- Válogatás 1997 (1997) CD
- Jézus anyja, Mária (1998) MC
- Kristályóriás (1999) MC újrakiadás
- Volt egyszer egy király (2000) CD, MC
- Krisztus a jövőnk (2001) CD, MC – közös album a Signum együttessel
- Egy hangszer voltam (2002) CD – közös verslemez a Testvérek együttessel Archiválva 2021. március 9-i dátummal a Wayback Machine-ben
- Új tavaszért (2003) CD
- Válaszd az életet! (2004) CD
- Az Élet kenyere (2005) CD
- Reményt és jövőt adj! (2009) CD

### Rádiófelvétel
- Sillye Jenő, Pákolitz István: Nem múlik el (hangszerelés: Fáy András, előadó: Darvas Iván, 1981)

### Videókiadványok
- Jenő-koncert – Káposztásmegyer épülő templomáért (1993)
- Add a tüzet tovább! – Koncert a Petőfi Csarnokban (Vigilia Alapítvány, Máltai Missziós Központ, 1995)
- Küldetésben – Sillye Jenő Kárpátalján (rendezte: Paulus Lajos, Varioszkop Bt., 1999)

### Kottakiadványok
- Napfény-dal (Szent István Társulat, 1981) ISBN 9633601568
- A világnak Krisztus kell! – a kazetta kottás melléklete (Káposztásmegyeri Misszió Alapítvány, 1990)
- Égő, tüzes parázs – Összegyűjtött dalok 1. – 1969-72 (Káposztásmegyeri Szentháromság Plébánia, 1992)
- Gyertyaláng – Összegyűjtött dalok 2. – 1973-76 (Káposztásmegyeri Szentháromság Plébánia, 1993)
- Föltámadt! Alleluja! – Összegyűjtött dalok 3. – 1977-78 (Káposztásmegyeri Szentháromság Plébánia, 1994)
- A fény gyermekei – Válogatás harminc év dalaiból (Szent István Társulat, 1999) ISBN 9633611075
- Volt egyszer egy király – Gyermek-dalok – az album kottás melléklete (Sillye Bt., 2001)